# Pomniki w Toruniu
Pomniki w Toruniu – rzeźby, kamienie pamiątkowe, tablice oraz instalacje artystyczne znajdujące się w Toruniu.
Pierwszym znanym pomnikiem w historii Torunia była kolumna z barokową figurą Najświętszej Maryi Panny, upamiętniająca tumult toruński z 1724 roku. Jej odsłonięcie stanowiło manifest katolickiej ludności Torunia. Prawdopodobnie przed 1760 rokiem odsłonięto tzw. Studnię Kopernika. Znajdowała się ona przy kamienicy przy ul. św. Anny, obok domniemanego miejsca urodzenia Mikołaja Kopernika. Na początku XIX wieku ze względu na trudną sytuację gospodarczą w mieście nie odsłonięto wielu pomników. W 1853 roku odsłonięto pomnik Mikołaja Kopernika. Jednym z ważniejszych pomników toruńskich z czasów rządów pruskich był Kriegerdenkmal, znajdujący się przy ul. Chełmińskiej. Pomnik stanowił hołd wobec żołnierzy z Torunia i powiatu toruńskiego, którzy zginęli w służbie pruskiej w wojnach z Danią (1864), Austrią (1866) i Francją (1870–1871). W 1893 roku odsłonięto tablicę upamiętniającą burmistrza Torunia Jana Gotfryda Rösnera, straconego po tumulcie toruńskim. W XIX wieku powstały również pomniki na cześć Ottona von Bismarcka, cesarza Wilhelma I, króla Fryderyka II Wielkiego. Większość pomników upamiętniających postacie związane z Prusami zdemontowano lub zburzono po 1920 roku, tablica ku czci Rösnera zaginęła po 1920.
Po powrocie Torunia do Polski w 1920 roku odsłonięto obelisk Hallera, upamiętniający cieszącego się wśród torunian bardzo dużą popularnością gen. Józefa Hallera. Obelisk został zniszczony podczas II wojny światowej. 11 października 1928 roku odsłonięto pomnik Józefa Piłsudskiego. Znajdował się on na pl. św. Katarzyny, został zburzony przez wojska niemieckie podczas II wojny światowej. W 1923 roku odsłonięto tablicę poświęconą Mikołajowi Kopernikowi. Niektóre pomniki (np. Stanisława Moniuszki) były stawianie z inicjatywy stowarzyszeń obywatelskich.

## Pomniki i popiersia
| Postać                                                             | Miejsce | Data odsłonięcia     | Autor | Zdjęcie |
| Popiersie Mikołaja Kopernika                                       | Bazylika katedralna św. Jana Chrzciciela i św. Jana Ewangelisty                                               | 1766                 | Wojciech Rojowski                                                                                           |         |
| Pomnik Mikołaja Kopernika                                          | Rynek Staromiejski                                                                                            | 25 października 1853 | Christian Friedrich Tieck                                                                                   |         |
| Żołnierzy Bawarskich                                               | zbieg ulic Legionów i Bawarczyków, teren Zespołu Szkół Technicznych przy ul. Legionów                         | 26 maja 1888         | mistrz murarski Reinecki                                                                                    |         |
| Kamień pamiątkowy Christopha Daniela Janitzena                     | ul. Źródlana                                                                                                  | 1899                 | nieznany (prawdopodobnie lokalny kamieniarz lub rzeźbiarz)                                                  |         |
| Ławka Schillera                                                    | ul. Rybaki, Park na Bydgoskim Przedmieściu                                                                    | 1909 lub 1910        | |         |
| Chwalebne kamienie                                                 | leśna droga prowadząca w kierunku Barbarki, kilkaset metrów na wschód od Fortu VII Twierdzy Toruń             | 1912–1919            | nieznany |         |
| Fontanna flisaka                                                   | Rynek Staromiejski                                                                                            | 28 czerwca 1914      | |         |
| Stefan Łaszewski                                                   | rozwidlenie ulic Wały gen. Sikorskiego i Fosa Staromiejska, przy Collegium Maius UMK                          | 3 maja 1925          | prof. Eugeniusz Gros                                                                                        |         |
| Dzieci Polskie Matce Polski                                        | przy ulicy Pawiej                                                                                             | 25 maja 1933         | Ignacy Zelek                                                                                                |         |
| Zespół pomnikowy Miejsce kaźni „Barbarka”                          | Barbarka | od lat 50. do 1976   | |         |
| Pomnik ofiar hitleryzmu                                            | skwer pomiędzy ul. Mickiewicza a al. Jana Pawła II                                                            | 21 lipca 1958        | prof. Tadeusz Godziszewski                                                                                  |         |
| Pomnik gen. Józefa Bema                                            | Na terenie Centrum Szkolenia Artylerii i Uzbrojenia, przed główną bramą wejściową od ul. Jana III Sobieskiego | 11 października 1959 | Edmund Matuszak                                                                                             |         |
| ku czci pomordowanych pracowników młyna                            | ul. Kościuszki                                                                                                | 1967                 | |         |
| Pomnik rozstrzelanych zakładników                                  | Las na Wrzosach, przedłużenie ul. Jaskółczej                                                                  | 6 grudnia 1969       | |         |
| Pomnik poległych żołnierzy i jeńców Armii Radzieckiej              | Przy drodze krajowej nr 15, na północ od Węzła Nieszawka                                                      | 1969                 | prof. Witold Marciniak                                                                                      |         |
| Zespół pomników w Forcie VII                                       | Fort VII Twierdzy Toruń u zbiegu ulic Polnej i Szosy Okrężnej                                                 | lata 60. XX wieku    | |         |
| Artylerii Polskiej                                                 | pl. Artylerii Polskiej                                                                                        | 1972                 | Henryk Siwicki                                                                                              |         |
| Kotwica                                                            | Bulwar Filadelfijski                                                                                          | 1972                 | Ewelina Szczech-Siwicka, Henryk Siwicki                                                                     |         |
| 500-lecia urodzin Mikołaja Kopernika (znany również jako „Helios”) | plac Rapackiego                                                                                               | 15 lutego 1973       | Józef Kopczyński                                                                                            |         |
| G-nomon                                                            | Skwer przy wylocie most drogowego im. Józefa Piłsudskiego na pl. Rapackiego, w pobliżu Doliny Marzeń          | 19 lutego 1973       | Ewelina Szczech-Siwicka, Henryk Siwicki                                                                     |         |
| „De revolutionibus”                                                | Pomiędzy siedzibą Rektoratu Uniwersytetu Mikołaja Kopernika a Aulą Uniwersytecką                              | 1973                 | prof. Witold Marciniak                                                                                      |         |
| Pomnik kolejarzy – ofiar faszyzmu                                  | plac 18 stycznia, w sąsiedztwie dworca kolejowego Toruń Miasto                                                | 8 maja 1976          | Michał Rosa                                                                                                 |         |
| Pomnik Samuela Bogumiła Lindego                                    | Przed gmachem Książnicy Kopernikańskiej przy ul. Słowackiego                                                  | 20 grudnia 1976      | prof. Witold Marciniak                                                                                      |         |
| Popiersie Ludwika Rydygiera                                        | Przed gmachem Wojewódzkiego Szpitala Zespolonego im. L. Rydygiera przy ul. św. Józefa 53/59                   | 13 września 1978     | Michał Rosa                                                                                                 |         |
| Milicji Obywatelskiej                                              | zbieg ulicy Grudziądzkiej z PCK                                                                               | 1978                 | Henryk Siwicki                                                                                              |         |
| Zespół pomnikowy polskich artylerzystów                            | plac Towarzystwa Miłośników Torunia                                                                           | 12 października 1980 | Franciszek Duszeńko                                                                                         |         |
| Pomnik pomordowanych Dzieci Polskich                               | Zachodnia część Cmentarza Komunalnego nr 2 im. Ofiar II Wojny Światowej przy ul. Grudziądzkiej                | 1980                 | Ewelina Szczech-Siwicka, Henryk Siwicki                                                                     |         |
| Pomnik Lotników Toruńskich                                         | Lotnisko Toruń, przy ul. 4. Pułku Lotniczego                                                                  | 22 lipca 1985        | |         |
| Popiersie Stanisława Moniuszki                                     | U zbiegu ulic Bydgoskiej i Chopina                                                                            | 1986                 | Rajmund Gruszczyński                                                                                        |         |
| Kamień pamiątkowy Młodzieżowej Spółdzielni Mieszkaniowej           | Osiedle Młodych, okolice skrzyżowania ulic Moniuszki i Tuwima                                                 | 1 października 1988  | |         |
| Kamień pamiątkowy współpracy z Getyngą                             | Skwer pomiędzy al. Solidarności a Muzeum Etnograficznym                                                       | 1988                 | Jan Baczyński                                                                                               |         |
| Kamień pamiątkowy Armii Krajowej                                   | Północny narożnik pl. Rapackiego, w sąsiedztwie pomnika Józefa Piłsudskiego                                   | 27 września 1990     | Ryszard Mirowski                                                                                            |         |
| Kamień pamiątkowy męczeństwa ks. Jerzego Popiełuszki               | Skwer przy skrzyżowaniu ulic Bydgoska i Popiełuszki                                                           | 11 października 1990 | Czesław Gucz                                                                                                |         |
| Kamień pamiątkowy ofiar stalinizmu                                 | Skwer u zbiegu al. Jana Pawła II i ul. Mickiewicza                                                            | 11 listopada 1991    | Ryszard Kaczor                                                                                              |         |
| Kamień pamiątkowy współpracy z Lejdą                               | Skwer pomiędzy al. Solidarności a Muzeum Etnograficznym                                                       | 1993                 | Ryszard Mirowski                                                                                            |         |
| Kamień pamiątkowy Stanisławy Jaworskiej                            | ul. Rzepakowa 7/9                                                                                             | 8 maja 1995          | Wiesław Rapsiewicz (projekt)                                                                                |         |
| Kamień pamiątkowy dr. Johanna Gottlieba Schultza                   | Ogród Zoobotaniczny przy ul. Bydgoskiej 7                                                                     | maj 1997             | Krzysztof Mazur                                                                                             |         |
| Kamień pamiątkowy bł. Marii Karłowskiej                            | ul. Szosa Bydgoska 1                                                                                          | 8 września 1997      | |         |
| Statua Chrystusa Króla Wszechświata                                | Ogród klasztorny o.o. Redemptorystów, przy ul. św. Józefa                                                     | 23 listopada 1997    | Czesław Dźwigaj                                                                                             |         |
| Kamień pamiątkowy 50-lecia zakładów Apator                         | Skwer przed budynkiem administracji zakładów Apator przy ul. Żółkiewskiego                                    | 1999                 | Krzysztof Mazur                                                                                             |         |
| Kamień pamiątkowy Przedszkola nr 13                                | ul. Konstytucji 3 Maja 14                                                                                     | kwiecień 2000        | |         |
| Pomnik Jana Pawła II                                               | Na placu przy bazylice katedralnej św. Jana Chrzciciela i św. Jana Ewangelisty                                | 6 czerwca 2000       | Radosław Ociepa                                                                                             |         |
| Pomnik Józefa Piłsudskiego                                         | Zachodnia część pl. Rapackiego                                                                                | 15 sierpnia 2000     | Stanisław Szwechowiak, Bruno Wandtke                                                                        |         |
| Kamień pamiątkowy Zespołu Szkół Inżynierii Środowiska              | Skwer przed budynkiem Zespołu Szkół przy ul. Batorego 43/49                                                   | 18 listopada 2000    | Katarzyna Wesołowska-Karasiewicz (projekt)                                                                  |         |
| Pomnik Dar Miasta Czadca                                           | Skwer pomiędzy al. Solidarności a Muzeum Etnograficznym im. Marii Znamierowskiej-Prüfferowej                  | 2000                 | Josef Mundier                                                                                               |         |
| Pomnik prof. Ludwika Kolankowskiego                                | Przed budynkiem Wydziału Chemii Uniwersytetu Mikołaja Kopernika                                               | 1 października 2001  | Monika Smuczyńska                                                                                           |         |
| Kamień pamiątkowy Grzegorza Ciechowskiego                          | Studencki klub Od Nowa przy ul. Gagarina 37a                                                                  | 21 grudnia 2002      | Grzegorz Maślewski                                                                                          |         |
| Kamień graniczny miasta Getyngi                                    | Ślimak Getyński                                                                                               | 27 czerwca 2003      | |         |
| Kamień pamiątkowy Sybiraków                                        | Cmentarz komunalny nr 2 przy ul. Grudziądzkiej 139/141                                                        | 19 września 2003     | Antoni Plac (projekt), Andrzej Gawryś (wykonanie)                                                           |         |
| Instalacja pamiątkowa twórczości Zbigniewa Lengrena                | Zbieg ul. Chełmińskiej i Rynku Staromiejskiego                                                                | 2 lutego 2005        | Zbigniew Mikielewicz                                                                                        |         |
| Kamień pamiątkowy 80-lecia dyrekcji Lasów Państwowych              | Barbarka, okolice kaplicy pw. św. Barbary                                                                     | 4 czerwca 2005       | firma Adama Grabowskiego                                                                                    |         |
| Kamień pamiątkowy Jadwigi Kowalskiej                               | Teren Wyższego Seminarium Duchownego przy pl. ks. Frelichowskiego                                             | 27 września 2005     | |         |
| Kamień pamiątkowy Jana Pawła II                                    | Skwer przed Szkołą Podstawową nr 13 przy ul. Krasińskiego 45/47                                               | 16 października 2005 | |         |
| Kamień pamiątkowy wydarzeń Sierpnia 1980 w Towimorze               | Ul. Staromiejska                                                                                              | 2005                 | |         |
| Pomnik Kargula i Pawlaka                                           | Skwer przed kinem Cinema City u zbiegu ul. Chełmińskiej i Czerwonej Drogi                                     | 10 lutego 2006       | Zbigniew Mikielewicz                                                                                        |         |
| Pomnik Jana Pawła II                                               | ul. Starotoruńska                                                                                             | 7 grudnia 2006       | Andrzej Gawryś                                                                                              |         |
| Pomnik ks. Stefana Wincentego Frelichowskiego                      | plac ks. Stefana Wincentego Frelichowskiego 1, na terenie Wyższego Seminarium Duchownego Diecezji Toruńskiej  | 25 marca 2007        | Kazimierz Gustaw Zemła                                                                                      |         |
| Pomnik Jana Pawła II                                               | przy skrzyżowaniu ul. Wały gen. Sikorskiego i al. Jana Pawła II                                               | 2 czerwca 2007       | Stanisław Radwański                                                                                         |         |
| Kamień pamiątkowy dębu papieskiego                                 | Teren Wyższego Seminarium Duchownego przy pl. ks. Frelichowskiego                                             | 25 czerwca 2007      | Jan Gawryś                                                                                                  |         |
| Kamień pamiątkowy dębu papieskiego                                 | Przed gmachem Regionalnej Dyrekcji Lasów Państwowych przy ul. Mickiewicza 9                                   | 26 czerwca 2007      | Jan Gawryś                                                                                                  |         |
| Kamień pamiątkowy współpracy młodzieży polsko-amerykańskiej        | Barbarka | 4 lipca 2007         | |         |
| Pomnik Matki Boskiej Królowej Korony Polskiej                      | pl. św. Katarzyny, naprzeciwko wejścia do kościoła garnizonowego                                              | 15 sierpnia 2007     | Krzysztof Mazur                                                                                             |         |
| Ośli pręgierz                                                      | Wylot ul. Żeglarskiej                                                                                         | 12 października 2007 | Małgorzata Więcławska, Karol Furyk (projekt), Autorska Pracownia Form Przestrzennych w Poznaniu (wykonanie) |         |
| Kamień pamiątkowy Parku Miejskiego                                 | Zbieg ulic Bydgoskiej i Konopnickiej                                                                          | 12 grudnia 2007      | |         |
| Toruński smok                                                      | Ul. Przedzamcze                                                                                               | 9 czerwca 2008       | |         |
| Instalacja pamiątkowa filmu „Prawo i pięść”                        | Południowa część Rynku Nowomiejskiego                                                                         | 31 sierpnia 2008     | Małgorzata Więcławska, Karol Furyk                                                                          |         |
| Kamień pamiątkowy dowódców Okręgu Pomorskiego ZWZ-AK               | Skwer na pl. św. Katarzyny                                                                                    | 27 września 2008     | Alicja Majewska                                                                                             |         |
| Pomnik Jana Pawła II                                               | ul. Żwirki i Wigury 80, teren Radia Maryja                                                                    | grudzień 2008        | nieznany, nazwisko projektanta zostało zastrzeżone                                                          |         |
| Pomnik planetoidy 12999 Toruń                                      | skrzyżowanie al. Jana Pawła II i ul. Wały gen. Sikorskiego                                                    | 19 lutego 2009       | Paulina Kaczor-Paczkowska                                                                                   |         |
| Pomnik ks. Jerzego Popiełuszki                                     | al. Jana Pawła II                                                                                             | 19 października 2011 | Kazimierz Gustaw Zemła                                                                                      |         |
| Pomnik Władysława Raczkiewicza                                     | Przed gmachem Urzędu Marszałkowskiego                                                                         | 25 października 2010 | Zbigniew Mikielewicz                                                                                        |         |
| Pomnik Jana Pawła II                                               | Przy kościele pw. św. Antoniego                                                                               | 2010                 | Zbigniew Mikielewicz                                                                                        |         |
| Pomnik Józefa Hallera                                              | u zbiegu ulicy Piastowskiej i placu św. Katarzyny                                                             | 13 sierpnia 2012     | Andrzej Borcz                                                                                               |         |
| Pomnik Henryka Sienkiewicza                                        | pl. Frelichowskiego 1                                                                                         | październik 2012     | |         |
| Elżbieta Zawacka                                                   | ul. Podmurna 93, przed siedzibą Fundacji Generał Elżbiety Zawackiej                                           | 26 września 2014     | Tadeusz Porębski                                                                                            |         |
| Pomnik Żołnierzy Wyklętych                                         | | 2014                 | Tadeusz Antoni Wojtasik                                                                                     |         |
| Pomnik Stefana Wyszyńskiego                                        | Przed wejściem do kościoła Chrystusa Króla                                                                    | 2017                 | |         |
| Pomnik Ofiar Zbrodni Pomorskiej 1939                               | Park Pamięci                                                                                                  | październik 2018     | Zbigniew Mikielewicz                                                                                        |         |
| Pomnik Żołnierzy Wojsk Balonowych                                  | Park Miejski                                                                                                  | 14 sierpnia 2020     | Maciej Jagodziński-Jagenmeer                                                                                |         |

## Tablice pamiątkowe
| Tablica pamiątkowa                                                      | Miejsce                                                                                             | Data osłonięcia                  | Autor                                                              |
| Tablica pamiątkowa Ottona Steinborna                                    | Zachodnia ściana budynku Towarzystwa Naukowego w Toruniu przy ul. Wysokiej 16                       | 4 sierpnia 1937                  |                                                                    |
| Tablica pamiątkowa hołdu ziemi chełmińskiej                             | Zachodnia ściana Ratusza Staromiejskiego                                                            | 1954                             |                                                                    |
| Pomnik Juliana Nowickiego                                               | Cmentarz Komunalny nr 2 im. Ofiar II Wojny Światowej                                                | 8 czerwca 1956                   |                                                                    |
| Tablica pamiątkowa Fryderyka Chopina                                    | Fasada dawnego Pałacu Fengerów przy ul. Mostowej 14                                                 | 12 maja 1957                     | Roman Wieczorek (według projektu Zygfryda Gardzielewskiego)        |
| Tablica pamiątkowa wydania „Pana Tadeusza”                              | Ściana wschodnia przy ul. Piekary 39                                                                | 1958                             | Bernard Trenek                                                     |
| Tablica pamiątkowa Samuela Bogumiła Lindego                             | skrzyżowanie ulic Królowej Jadwigi i Małe Garbary                                                   | 10 maja 1959                     | Roman Wieczorek (według projektu Zygfryda Gardzielewskiego)        |
| Tablica pamiątkowa Zygmunta Moczyńskiego                                | wschodnia ściana kamienicy przy ul. Konopnickiej 15                                                 | 17 czerwca 1962                  |                                                                    |
| Tablica pamiątkowa Henryka Dembińskiego                                 | północna ściana Domu Studenckiego nr 6 przy ul. Słowackiego 1/3                                     | 1964                             |                                                                    |
| Tablica pamiątkowa II pokoju toruńskiego                                | fragment muru przy ruinach zamku krzyżackiego przy ul. Przedzamcze                                  | 10 września 1966                 | prof. UMK Witold Marciniak                                         |
| Tablica pamiątkowa Fryderyka Skarbka                                    | Fasada kamienicy przy ul. Mostowej 14                                                               | 1966                             |                                                                    |
| Tablica pamiątkowa Gimnazjum i Liceum im. Mikołaja Kopernika            | Fasada gmachu I Liceum Ogólnokształcącego, od strony ul. Zaułek Prasowy                             | 14 września 1968                 | prof. Witold Marciniak                                             |
| Tablica pamiątkowa Gimnazjum Akademickiego                              | ul. Piekary 49                                                                                      | 1968                             |                                                                    |
| Tablica pamiątkowa Mariana Sydowa                                       | zachodnia ściana Domu Turysty PTTK przy ul. Legionów 24                                             | październik 1972                 | Jarosław Kozłowski                                                 |
| Tablica pamiątkowa obozu przesiedleńczego „Szmalcówka”                  | ul. Grudziądzka 126b                                                                                | 1976                             | Maria Hoffmann-Popielewska                                         |
| Tablica pamiątkowa Władysława Broniewskiego                             | ul. Targowa 36/38                                                                                   | maj 1977                         | Ewelina Szczech-Siwicka                                            |
| Tablica pamiątkowa pomordowanych Podgórza                               | kościół Świętych Apostołów Piotra i Pawła                                                           | 1979                             |                                                                    |
| Tablica pamiątkowa Ludwika Makowskiego                                  | Ściana południowa kamienicy przy ul. Szerokiej 36                                                   | 1982                             |                                                                    |
| Tablica pamiątkowa 750-lecia Miasta Torunia                             | Południowa fasada Ratusza Staromiejskiego                                                           | 1983                             | Danuta Duńska-Marciniak                                            |
| Tablica pamiątkowa Chorągwi ZHP w Toruniu                               | Fasada kamienicy przy Rynku Staromiejskim 7                                                         | wrzesień 1984                    | Wojciech Dudzik                                                    |
| Tablica pamiątkowa Armii „Pomorze”                                      | Fasada kamienicy przy Rynku Nowomiejskim 22                                                         | 1984                             | Ryszard Kaczor                                                     |
| Tablica pamiątkowa Miejsca Kaźni                                        | Zachodnia ściana schronu B-54 przy ul. Szosa Lubicka 86                                             | 15 października 1986             |                                                                    |
| Tablica pamiątkowa Pomorskiego Okręgu AK                                | Ściana krużganku kościoła Wniebowzięcia Najświętszej Maryi Panny przy ul. Panny Marii               | 11 listopada 1986                | Jerzy Leżański                                                     |
| Tablica pamiątkowa Związku Sybiraków                                    | Ściana wewnętrzna krużganku kościoła Wniebowzięcia Najświętszej Maryi Panny przy ul. Panny Marii    | 1988                             |                                                                    |
| Tablica pamiątkowa bojowników Polski Podziemnej                         | Ściana wewnętrzna krużganku kościoła Wniebowzięcia Najświętszej Maryi Panny przy ul. Panny Marii    | 1989                             |                                                                    |
| Tablica pamiątkowa 63 Pułku Piechoty                                    | plac św. Katarzyny                                                                                  | 1989                             |                                                                    |
| Tablica pamiątkowa 70. rocznicy odzyskania niepodległości               | Wschodnia ściana dziedzińca Ratusza Staromiejskiego                                                 | 1990                             | Ewelina Szczech-Siwicka                                            |
| Tablica pamiątkowa sztabu komendy Okręgu Pomorskiego AK                 | Ściana południowa kamienicy przy ul. Warszawskiej 8                                                 | 26 września 1991                 | Ryszard Kaczor                                                     |
| Tablica pamiątkowa toruńskiej synagogi                                  | Fasada budynku przy ul. Szczytnej 12, w pobliżu dawnej lokalizacji synagogi                         | 18 października 1993             | Ryszard Mirowski                                                   |
| Tablica pamiątkowa Oficerskiej Szkoły Marynarki Wojennej                | Koszary Racławickie                                                                                 | 1993                             | Ryszard Mirowski                                                   |
| Tablica pamiątkowa obozu przesiedleńczego                               | ul. Bażyńskich 30/36                                                                                | 8 czerwca 1996                   | Marek Ryczek, Zbigniew Wajer                                       |
| Tablica pamiątkowa Teodora Długokińskiego                               | Północna ściana budynku Ośrodka Sportowego SM Kopernik przy ul. Świętopełka                         | 1996                             | Ryszard Mirowski                                                   |
| Tablica pamiątkowa prof. Mariana Gumowskiego                            | Fasada kamienicy przy ul. Szerokiej 25                                                              | 1997                             | Jan Szafrański                                                     |
| Tablica pamiątkowa wpisu Torunia na listę światowego dziedzictwa UNESCO | Południowa elewacja Ratusza Staromiejskiego                                                         | czerwiec 1998                    | Zbigniew Mikielewicz                                               |
| Tablica pamiątkowa Tony’ego Halika                                      | Fasada kamienicy przy ul. Prostej 8                                                                 | 1998                             | Iwona Langowska (projekt)                                          |
| Tablica pamiątkowa Ernesta Malinowskiego                                | Zachodni przyczółek mostu kolejowego im. Ernesta Malinowskiego                                      | 27 maja 1999                     |                                                                    |
| Tablica pamiątkowa prof. Marii Znamierowskiej-Prüfferowej               | Południowa ściana Muzeum Etnograficznego im. Marii Znamierowskiej-Prüfferowej                       | 15 grudnia 1999                  | prof. Witold Marciniak (projekt), Marek Guczalski (wykonanie)      |
| Tablica pamiątkowa spotkania Jana Pawła II z naukowcami                 | Zachodnia ściana Auli UMK przy ul. Gagarina                                                         | 7 czerwca 2000                   | Andrzej Borcz (projekt)                                            |
| Tablica pamiątkowa rodziny Szumanów                                     | Ściana wschodnia kamienicy przy ul. Szumana 2                                                       | 1 grudnia 2000                   |                                                                    |
| Tablica pamiątkowa 120-lecia Przedszkola nr 1                           | Ściana frontowa Przedszkola Miejskiego nr 1 przy ul. Strumykowej 13                                 | 2 grudnia 2000                   |                                                                    |
| Tablica pamiątkowa rodzin katyńskich                                    | Ściana wewnętrzna krużganku kościoła Wniebowzięcia Najświętszej Maryi Panny przy ul. Panny Marii    | 2000                             | Bogdan Taczak (projekt)                                            |
| Tablica pamiątkowa Kornela Makuszyńskiego                               | Ściana północna Przedszkola Miejskiego nr 16 przy ul. Sucharskiego 2                                | 12 maja 2001                     | Radosław Ociepa                                                    |
| Tablica pamiątkowa żołnierzy AK Garnizonu Toruńskiego                   | Ściana wschodnia budynku Sądu Okręgowego przy ul. Piekary 51                                        | 2001                             | Ryszard Mirowski                                                   |
| Tablica pamiątkowa toruńskiego Harcerstwa                               | Frontowa ściana kamienicy przy Rynku Nowomiejskim 6                                                 | 25 maja 2002                     | Edmund Kamiński (projekt), pracownia Andrzeja Gawrysia (wykonanie) |
| Tablica pamiątkowa Samuela Thomasa von Sömmeringa                       | Frontowa ściana kamienicy przy Rynku Staromiejskim 33                                               | 28 czerwca 2003                  | Ryszard Mirowski                                                   |
| Tablica pamiątkowa Alfreda Kulwickiego                                  | Fasada domu przy ul. Szerokiej 34                                                                   | 28 października 2003             | Lech Tadeusz Karczewski                                            |
| Piernikowa Aleja Gwiazd                                                 | Rynek Staromiejski                                                                                  | 2003                             |                                                                    |
| Tablica pamiątkowa toruńskich demonstracji „Solidarności”               | Południowa ściana kościoła św. Ducha                                                                | 2 maja 2004                      |                                                                    |
| Tablica pamiątkowa Adama Freytaga                                       | Fasada kamienicy przy ul. Mostowej 34                                                               | 24 czerwca 2004                  |                                                                    |
| Tablice pamiątkowe monarchów goszczących w Hotelu Trzech Króli          | Fasada kamienicy przy Rynku Staromiejskim 21                                                        | 11 kwietnia 2005                 | Ryszard Mirowski                                                   |
| Tablica pamiątkowa wizyty Jana Pawła II w Toruniu                       | Południowa ściana Ratusza Staromiejskiego                                                           | 7 czerwca 2005                   |                                                                    |
| Tablica pamiątkowa Mennicy Toruńskiej                                   | Frontowa ściana kamienicy przy ul. Mostowej 11                                                      | 24 czerwca 2005                  | Ryszard Mirowski                                                   |
| Tablica pamiątkowa Jana Gotfryda Rösnera                                | Fasada kamienicy przy ul. Chełmińskiej 26                                                           | 1 lipca 2005                     | Ryszard Mirowski                                                   |
| Tablica pamiątkowa linii tramwajowej                                    | Chodnik pod Łukiem Cezara                                                                           | lipiec 2005                      |                                                                    |
| Tablica pamiątkowa rodziny Dalkowskich i Okręgu Pomorze ZWZ             | Zachodnia ściana kamienicy przy ul. Łaziennej 30                                                    | 9 sierpnia 2005                  | Wojciech Hinz                                                      |
| Tablica pamiątkowa regionu toruńskiego „Solidarności”                   | Zachodnia ściana kamienicy przy ul. Piekary 39                                                      | 28 sierpnia 2005                 | Andrzej Borcz                                                      |
| Tablice pamiątkowe miast bliźniaczych                                   | Zachodnia elewacja budynku Urzędu Miasta Torunia                                                    | sierpień 2005 (pierwsza tablica) | Lech Tadeusz Karczewski                                            |
| Tablica pamiątkowa Moniki Dymskiej                                      | Południowa ściana kamienicy przy ul. Pod Krzywą Wieżą 10                                            | 4 listopada 2005                 | prof. Elżbieta Zawacka (pomysł), Andrzej Borcz (wykonanie)         |
| Tablica pamiątkowa wizyty króla Jana Kazimierza                         | Zewnętrzna ściana zachodniego transeptu kościoła św. Piotra i Pawła przy ul. Poznańskiej            | 8 grudnia 2005                   | Ryszard Mirowski                                                   |
| Tablica pamiątkowa kardynała Stefana Wyszyńskiego                       | Zewnętrzna ściana zachodniego transeptu kościoła św. Piotra i Pawła przy ul. Poznańskiej            | 2 lutego 2006                    | Ryszard Mirowski                                                   |
| Tablica pamiątkowa pobytu Napoleona                                     | Południowa ściana budynku Urzędu Pocztowego przy Rynku Staromiejskim                                | 24 kwietnia 2006                 | Ryszard Mirowski                                                   |
| Tablica pamiątkowa Józefa Piłsudskiego                                  | Frontowa ściana budynku dawnego ratusza miasta Podgórz                                              | 10 listopada 2006                | Zbigniew Mikielewicz                                               |
| Tablica pamiątkowa Towarzystwa Naukowego w Toruniu                      | Południowa fasada kamienicy przy Rynku Staromiejskim 21                                             | 16 grudnia 2006                  | Ryszard Mirowski                                                   |
| Tablica pamiątkowa Samuela Bogumiła Lindego                             | Ściana kamienicy przy ul. Małe Garbary 2                                                            | 24 kwietnia 2007                 | Zbigniew Mikielewicz                                               |
| Tablica pamiątkowa wizyty Jana Pawła II w katedrze pw. św. Janów        | Wschodnia ściana prezbiterium bazyliki katedralnej pw. św. Janów                                    | 24 czerwca 2007                  | Marek Rumiński                                                     |
| Tablica pamiątkowa Jana Pawła II                                        | ul. Żwirki i Wigury 49                                                                              | 27 sierpnia 2007                 | Kazimierz Rochecki (projekt)                                       |
| Tablica pamiątkowa Kazimierza Serockiego                                | Ściana zachodnia kamienicy przy ul. Ducha św. 12                                                    | 31 sierpnia 2007                 | Iwona Langowska                                                    |
| Aleja Gmerków                                                           | Ul. Żeglarska                                                                                       | 12 października 2007             | Tadeusz Porębski                                                   |
| Tablica pamiątkowa Ogrodu Zoobotanicznego                               | Ul. Bydgoska, Lewy słup bramy wejściowej na teren Ogrodu Zoobotanicznego                            | 12 grudnia 2007                  |                                                                    |
| Tablica pamiątkowa Zbigniewa Herberta                                   | Południowa ściana gmachu Collegium Maius Uniwersytetu Mikołaja Kopernika przy ul. Fosa Staromiejska | 26 kwietnia 2008                 |                                                                    |